# Michelle Williams (skuespiller)
|  | Michelle Williams er også navnet på en amerikansk sangerinde, se Michelle Williams (sanger) |
Michelle Ingrid Williams (født 9. september 1980) er en amerikansk skuespiller, kendt bl.a. fra tv-serien Dawson's Creek (1998–2003) og fra filmen Brokeback Mountain (2005), for hvilken hun blev nomineret til en Oscar for bedste kvindelige birolle.

## Privat
Privat har hun tidligere dannet par med den nu afdøde skuespiller Heath Ledger, med hvem hun har en datter. Hun mødte Ledger på optagelserne til Brokeback Mountain, i hvilken de spillede mand og kone.
I 2012 begyndte Williams at date How I Met Your Mother-stjernen Jason Segel. I 2013 endte Williams og Segel dog forholdet.

## Filmografi i udvalg
- Halloween: H20 - tyve år senere (1998)
- Prozac Nation (2001)
- Brokeback Mountain (2005)
- The Hottest State (2006)
- New York Iscenesat (2008)
- Wendy & Lucy (2008)
- Mammoth (2009)
- Shutter Island (2010)
- Take this Waltz (2008)
- Blue Valentine (2010)
- My Week With Marilyn (2011)
- The greatest showman (2017)
- I Feel Pretty (2018)
- Venom: Let There Be Carnage (2021)